# Председатель Меджлиса Туркменистана
Председатель Меджлиса Милли Генгеша Туркменистана — одна из высших государственных должностей Туркменистана.
Избирается на должность из числа депутатов, тайным голосованием, простым большинством голосов от установленного числа депутатов Меджлиса и подотчётен ему. Председатель Меджлиса может быть смещён по решению Меджлиса, принятому тайным голосованием большинством не менее двух третей голосов от установленного числа депутатов.
Полномочия и обязанности председателя изложены в статье 12-й Закона Туркменистана о Меджлисе.

## Список председателей Меджлиса Милли Генгеша Туркменистана
| Портрет | Имя                                  | Годы жизни | Даты председательства                      | Созыв |
|         | Сахат Мурадов                        | 1932—2011  | 1995 год — 7 мая 2001 года                 |       |
|         | Рашид Овезгельдыевич Мередов         | 1960-      | 7 мая 2001 года — 7 июля 2001 года         |       |
|         | Реджепбай Аразов                     | 1947-      | 7 июля 2001 года — 13 марта 2002 год       |       |
|         | Тагандурды Халлыев                   | 1939-      | 13 марта 2002 год — 12 ноября 2002 года    |       |
|         | Овезгельды Атаев                     | 1951-      | 12 ноября 2002 года — 22 декабря 2006 года |       |
|         | Акджа Таджиевна Нурбердыева          | 1957-      | 22 декабря 2006 года — 30 марта 2018 года  |       |
|         | Гульшат Сахыевна Маммедова           | 1964-      | 30 марта 2018 года — 6 апреля 2023 года    |       |
|         | Дуньягозель Акмухаммедовна Гулманова | 1989-      | 6 апреля 2023 года —                       |       |